# 賑給田
賑給田（しんごうでん）とは、貧窮した民衆の救済に充てるために設置された田地。賑救田（しんきゅうでん）とも呼ばれる。救急田に準じるものとして、不輸租田の扱いを受けていたとされる。
もっとも著名なものは延暦18年12月28日（800年1月27日）に和気広世が父・清麻呂の遺志を奉じて本国・備前にあった私墾田100町を寄進したのが由来とされている。後に一か所に賑給田が集中することの不都合から、広世の意見によって班田の実施の度に既存の賑給田を備前国各地の口分田と等積交換を実施して備前国8郡それぞれに賑給田が配置されるようになり、端境期などに困窮した民衆を救う資としたという。
類似のケースとして、承和11年（844年）に相模介橘永範が俸料1万束にて墾田を得て、高座郡・愛甲郡に設置した救急院に付属させた地子田や、貞観5年4月11日（863年5月2日）に常康親王が救急料の名目で延暦寺に寄進した近江国高島郡の家田130町の不輸租田も賑給田であったとみられている。